# Španělsko na letních olympijských hrách
Španělsko na letních olympijských hrách startuje od roku 1900. Toto je přehled účastí, medailového zisku a vlajkonošů na dané sportovní události.

## Účast na Letních olympijských hrách
| Dějiště LOH            | LOH      | Vlajkonoš                                             | Zlatá medaile | Stříbrná medaile | Bronzová medaile | Celkem |
| ---------------------- | -------- | ----------------------------------------------------- | ------------- | ---------------- | ---------------- | ------ |
| 1896 Athény            | 1896     |                                                       |               |                  |                  | Ne     |
| 1900 Paříž             | LOH 1900 | nebyl                                                 | 1             |                  |                  | 1      |
| 1904 St. Louis         | 1904     |                                                       |               |                  |                  | Ne     |
| 1908 Londýn            | 1908     |                                                       |               |                  |                  | Ne     |
| 1912 Stockholm         | 1912     |                                                       |               |                  |                  | Ne     |
| 1920 Antverpy          | LOH 1920 | José García Lorenzana                                 |               | 2                |                  | 2      |
| 1924 Paříž             | LOH 1924 | Félix Mendizábal                                      |               |                  |                  | 0      |
| 1928 Amsterdam         | LOH 1928 | Diego Ordóñez                                         | 1             |                  |                  | 1      |
| 1932 Los Angeles       | LOH 1932 | Julio Castro                                          |               |                  | 1                | 1      |
| 1936 Německo           | 1936     |                                                       |               |                  |                  | Ne     |
| 1948 Londýn            | LOH 1948 | nebyl                                                 |               | 1                |                  | 1      |
| 1952 Helsinky          | LOH 1952 | Luis Omedes                                           |               | 1                |                  | 1      |
| 1956 Melbourne         | LOH 1956 | Francisco, hrabě de Jordana Gomez y Prats             |               |                  |                  | 0      |
| 1960 Řím               | LOH 1960 | Jaime Belenguer                                       |               |                  | 1                | 1      |
| 1964 Tokio             | LOH 1964 | Eduardo Dualde                                        |               |                  |                  | 0      |
| 1968 Ciudad de México  | LOH 1968 | Gonzalo, vévoda Fernández                             |               |                  |                  | 0      |
| 1972 Mnichov           | LOH 1972 | Francisco Fernández Ochoa                             |               |                  | 1                | 1      |
| 1976 Montréal          | LOH 1976 | Enrique Rodríguez                                     |               | 2                |                  | 2      |
| 1980 Moskva            | LOH 1980 | Herminio Menéndez                                     | 1             | 3                | 2                | 6      |
| 1984 Los Angeles       | LOH 1984 | Alejandro Abascal                                     | 1             | 2                | 2                | 5      |
| 1988 Soul              | LOH 1988 | Princezna Cristina de Borbón                          | 1             | 1                | 2                | 4      |
| 1992 Barcelona         | LOH 1992 | Felipe korunní princ de Borbón                        | 13            | 7                | 2                | 22     |
| 1996 Atlanta           | LOH 1996 | Luis Doreste                                          | 5             | 6                | 6                | 17     |
| 2000 Sydney            | LOH 2000 | Manuel Estiarte                                       | 3             | 3                | 5                | 11     |
| 2004 Athény            | LOH 2004 | Isabel Fernándezová                                   | 3             | 11               | 6                | 20     |
| 2008 Peking            | LOH 2008 | David Cal                                             | 5             | 11               | 3                | 19     |
| 2012 Londýn            | LOH 2012 | Pau Gasol                                             | 4             | 10               | 6                | 20     |
| 2016 Rio de Janeiro    | LOH 2016 | Rafael Nadal (zahájení) Jesus Angel Garcia (ukončení) | 7             | 4                | 6                | 17     |
| 2020 Tokio             | LOH 2020 | Mireia Belmonteová Saúl Craviotto                     | 3             | 8                | 6                | 17     |
| 2024 Paříž             | LOH 2024 | Támara Echegoyen Marcus Walz                          | 5             | 4                | 9                | 18     |
| Celkem                 | 25       |                                                       | 53            | 76               | 58               | 187    |
| Zdroj na Olympedia.org |          |                                                       |               |                  |                  |        |